# 储茂华
储茂华，男丶中國大陸政治人物丶軍事人物丶中共党員丶中共將領

## 生平
中國人民解放軍少將丶曾任广州军区军事法院院长、广州军区政治部保卫部长丶广东省军区副政委丶省国防教育领导小组副组长丶驻港部队副政委。  現任广东省国防教育学会常務副會長 